# August 2008
Acest articol este generat integral pe baza informațiilor din articolul 2008 și este actualizat periodic de un robot.
 Editările făcute în articol vor fi șterse la următoarea actualizare! Dacă doriți să faceți modificări, editați articolul-sursă.

ianuarie -
februarie -
martie -
aprilie -
mai -
iunie -
iulie -
august -
septembrie -
octombrie -
noiembrie -
decembrie
August 2008 a fost a opta lună a anului și a început într-o zi de vineri.

## Evenimente

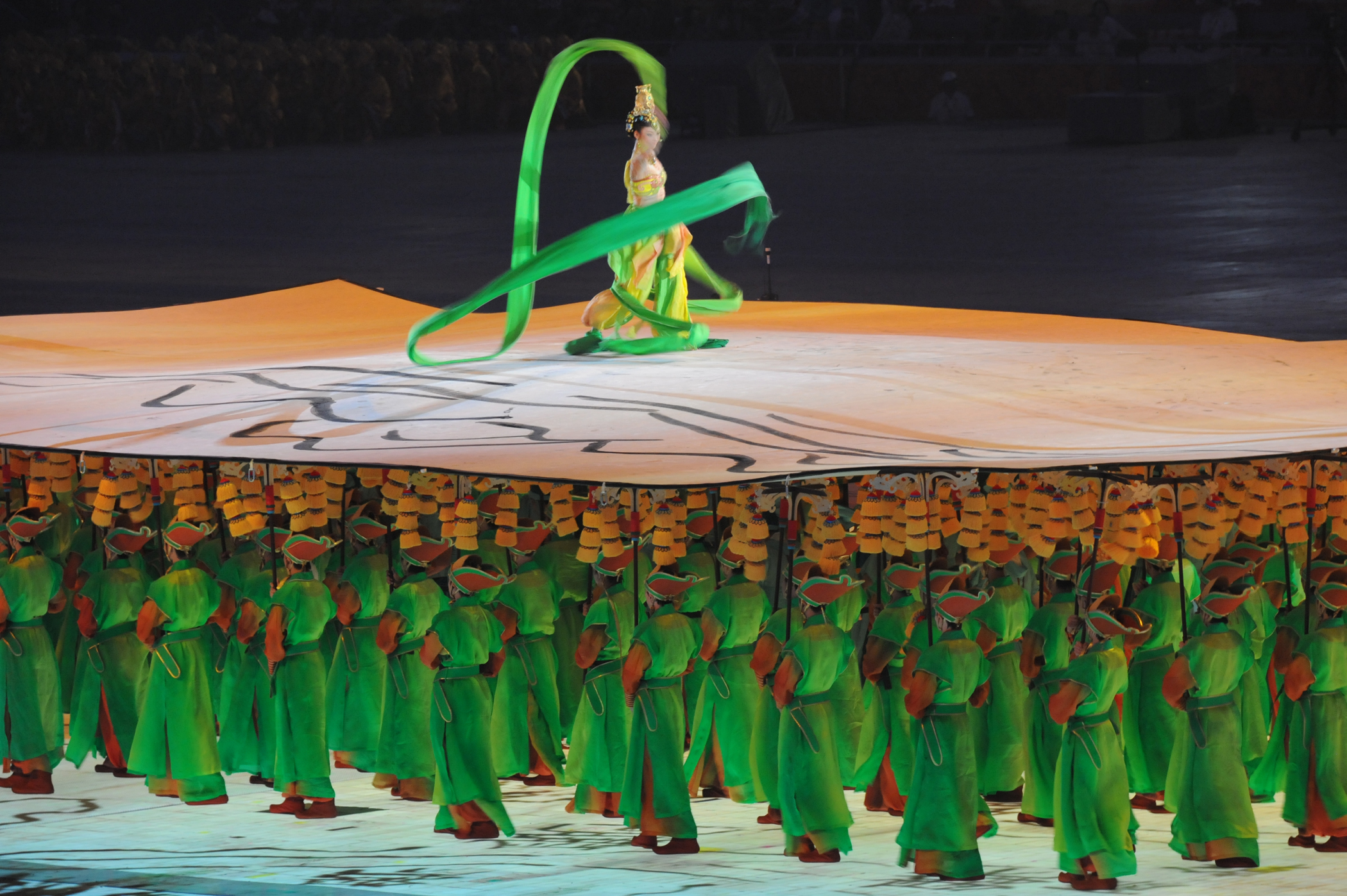
Ceremonia de deschidere a Jocurilor Olimpice de la Beijing.

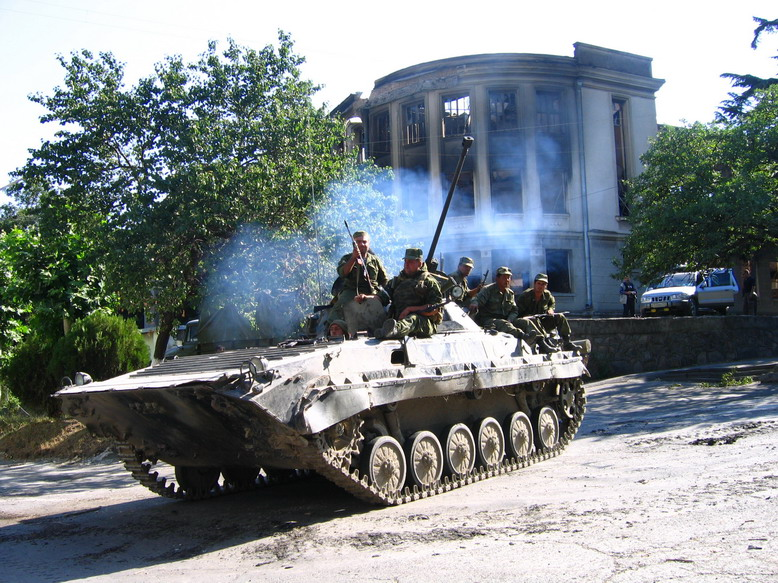
Izbucnește războiul din Ossetia de Sud dintre Georgia si Rusia

- 1 august: Eclipsă de Soare totală, vizibilă în nord-estul Canadei, nordul Groelandei, Siberia, Mongolia și China
- 1 august: Redacția în limba română a postului de radio BBC își încetează activitatea, după 68 de ani de emisie neîntreruptă.
- 8 - 24 august: Jocurile Olimpice de vară din 2008, Beijing, China.
- 8 august: Rusia declară război provinciei separatiste Osetia de Sud, în orașul Gori din Georgia urmând multe bombardamente, raiduri aeriene.
- 15 august: Trupele rusești părăsesc provincia separatistă Osetia de Sud din Georgia, după multe zile de bombardamente, în orașul Gori.
- 18 august: Pervez Musharraf renunță la funcția de președinte al Pakistanului, în urma procedurii de suspendare instituită de către coaliția guvernamentală[1]
- 20 august: Un avion McDonnell Douglas MD-82 al SpanAir s-a prăbușit imediat după decolare pe aeroportul Barajas din Madrid. Sunt numeroși morți (aproape 150 persoane) și răniți.[2]
- 25 august-7 septembrie: Turneul de tenis U.S.Open, NY.
- 26 august: Rusia recunoaște independența regiunilor separatiste georgiene Osetia de Sud și Abhazia.

## Decese
- 1 august: Willi Piecyk (Wilhelm Ernst Piecyk), 59 ani, om politic german (n. 1948)
- 1 august: Qian Xiuling, 95 ani, chimistă chineză (n. 1913)
- 2 august: Radu Grigorovici, 96 ani, fizician român de etnie evreiască, membru al Academiei Române (n. 1911)
- 3 august: Aleksandr Soljenițîn, 89 ani, scriitor rus, dizident anticomunist și laureat al Premiului Nobel (1970), (n. 1918)
- 5 august: Sotiris Fotopolos, 70 ani, politician român (n. 1937)
- 7 august: Andrea Pininfarina, 51 ani, inginer și manager italian (n. 1957)
- 8 august: Ann-Mari Aasland, 93 ani, politician norvegian (n. 1915)
- 9 august: Mahmoud Darwish, 67 ani, poet palestinian (n. 1941)
- 9 august: Walter Michael Klepper (Walter Mihai Klepper), 79 ani, compozitor român de etnie germană (n. 1929)
- 9 august: Bernie Mac (n. Bernard Jeffrey McCullough), 50 ani, actor american (n. 1957)
- 9 august: Yodrak Salakjai, 52 ani, actor și cântăreț thailandez (n. 1956)
- 10 august: Isaac Lee Hayes, jr., 65 ani, muzician și actor american (n. 1942)
- 10 august: Tudor Țopa, 80 ani, eseist, prozator, scriitor și traducător român (n. 1928)
- 13 august: Henri Paul Cartan, 104 ani, matematician francez (n. 1904)
- 16 august: Gheorghe Briceag, 80 ani, anticomunist din R. Moldova (n. 1928)
- 16 august: Elena Leușteanu (Elena Leușteanu Popescu Teodorescu), 72 ani, sportivă română (gimnastică artistică), medaliată olimpic (n. 1935)
- 16 august: Françoise de Veyrinas, 64 ani, politiciană franceză (n. 1943)
- 19 august: Biniamin Gibli, 89 ani, colonel israelian (n. 1919)
- 19 august: Levy Patrik Mwanawasa, 59 ani, președinte al statului Zambia (2002-2008), (n. 1948)
- 20 august: Hua Guofeng, 87 ani, prim-ministru chinez (1976-1980), (n. 1921)
- 21 august: Iosif Constantin Drăgan, 91 ani, om de afaceri italian născut în România (n. 1917)
- 22 august: Graziela Albini, 82 ani, actriță română (n. 1926)
- 22 august: Eugen Patachi, 68 ani, pictor român (n. 1940)
- 22 august: Magda Noela Petrovanu, 84 ani, chimistă română (n. 1923)
- 23 august: Thomas Huckle Weller, 93 ani, virusolog american, laureat al Premiului Nobel (1954), (n. 1915)
- 26 august: Nicolai Baboglu, 80 ani, poet, scriitor, traducător și profesor sovietic și moldovean de etnie găgăuză (n. 1928)
- 26 august: Corina Constantinescu, actriță română (n. 1919)
- 27 august: Gheorghe Tohăneanu, 83 ani, profesor român (n. 1925)
- 28 august: Phil Hill (Philip Toll Hill, jr.), 81 ani, pilot american de Formula 1 (n. 1927)